# Diocesi di Magdeburgo

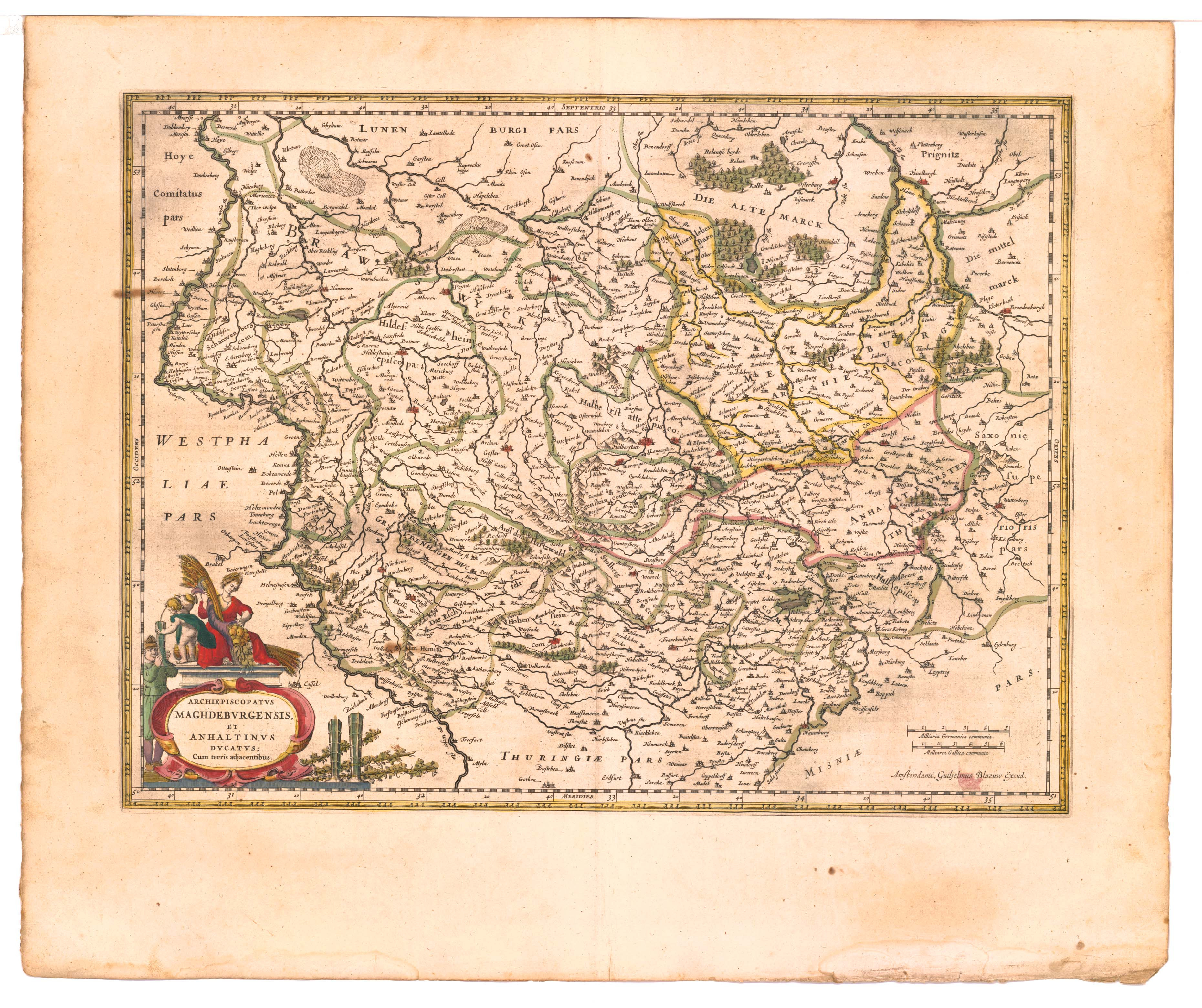
L'arcidiocesi di Magdeburgo nell'anno 1645.

La diocesi di Magdeburgo (in latino: Dioecesis Magdeburgensis) è una sede della Chiesa cattolica in Germania suffraganea dell'arcidiocesi di Paderborn. Nel 2021 contava 81.480 battezzati su 2.629.000 abitanti. È retta dal vescovo Gerhard Feige.

## Territorio
La diocesi si estende nella Germania orientale e comprende la maggior parte della Sassonia-Anhalt e porzioni minori del Brandeburgo e della Sassonia.
Sede vescovile è la città di Magdeburgo, dove si trova la cattedrale di San Sebastiano. Nel territorio diocesano si trovano anche le antiche sedi medievali di Havelberg, Naumburg, Halberstadt e Merseburg.
Il territorio si estende su 24.141 km² ed è suddiviso in 44 parrocchie, raggruppate in 8 decanati: Magdeburgo, Merseburg, Dessau, Egeln, Halberstadt, Halle, Stendal e Torgau.

## Storia
Grande importanza nel Medioevo ebbe l'arcidiocesi di Magdeburgo, che fu eretta nel 968, ricavandone il territorio dalle diocesi di Halberstadt e di Merseburg, con lo scopo di evangelizzare i popoli slavi.
La provincia ecclesiastica di Magdeburgo comprendeva come suffraganee le diocesi di Merseburg, Havelberg, Naumburg e Meißen, oggi tutte soppresse, tranne Meißen (dal 1979 denominata diocesi di Dresda-Meißen).
Nel 1424 Federico I di Brandeburgo riuscì a sottrarre la diocesi di Lebus dalla provincia ecclesiastica dell'arcidiocesi di Gniezno e ad aggregarla a quella dell'arcidiocesi di Magdeburgo.
Dal 1476 l'arcivescovato divenne politicamente dipendente dal Brandeburgo e dalla Sassonia.
Dal 1503 al 1680 la residenza degli arcivescovi fu trasferita a Halle sul Saale.
Dal 1541 l'arcivescovato cadde in potere della casa di Brandeburgo. Il cardinale Alberto di Brandeburgo, arcivescovo dal 1513 al 1545 in una situazione politica incerta e con poche risorse finanziarie a disposizione, non riuscì a contrastare la diffusione del protestantesimo nell'arcidiocesi. Nemmeno i tentativi dei successori Giovanni Alberto e Federico IV furono efficaci e anzi la maggioranza dei canonici della cattedrale aveva aderito al protestantesimo. L'arcidiocesi di fatto non esisteva più.
Nel 1566 il potere passò ad un amministratore protestante. Durante la Guerra dei trent'anni l'imperatore provò anche a Magdeburgo a nominare per l'editto di Restituzione un amministratore cattolico, suo figlio Leopoldo Guglielmo d'Austria, non prete ma militare di professione, che inutilmente tentò di imporsi con la forza delle armi: con la pace di Vestfalia (1648) il principato ecclesiastico fu trasformato nel nuovo Ducato di Magdeburgo, ma l'ultimo amministratore diocesano Augusto di Sassonia-Weissenfels fu confermato a vita al governo stabilendo che solo alla sua morte Magdeburgo sarebbe passata al sovrano del principato elettorale del Brandeburgo, passaggio effettivamente avvenuto nel 1680.
Nello stesso 1648 l'arcidiocesi cattolica fu formalmente soppressa e il territorio aggregato poi nel 1667 a quello del vicariato apostolico delle Missioni del Nord e dal 1821 a quello della diocesi di Paderborn.
Dopo la seconda guerra mondiale porzioni dell'arcidiocesi di Paderborn si trovarono nella zona di occupazione sovietica e poi nella Repubblica Democratica Tedesca e fu sempre più difficile per i vescovi il governo di quei settori della loro arcidiocesi; per questo motivo vi istituirono un commissariato arcivescovile (Erzbischöfliches Kommissariat Magdeburg) con sede a Magdeburgo.
Nel 1973 la Santa Sede creò il Bischöflichen Amt Magdeburg (amministrazione apostolica di Magdeburgo), affidando la sua gestione pastorale ad un amministratore apostolico con carattere vescovile, sospendendo di fatto la giurisdizione degli arcivescovi di Paderborn. Furono amministratori apostolici Johannes Braun, vescovo titolare di Puzia di Bizacena (1973-1990), e Leopold Nowak, vescovo titolare di Cissa (1990-1994).
Con la caduta del muro di Berlino e la riunificazione della Germania, la Santa Sede riorganizzò i territori diocesani tedeschi. In seguito alla convenzione con i länder di Sassonia-Anhalt, Brandeburgo e Sassonia del 13 aprile 1994, fu eretta la diocesi di Magdeburgo, canonicamente istituita con la bolla Cum gaudio et spe di papa Giovanni Paolo II del 27 giugno successivo; la nuova diocesi è entrata a far parte della provincia ecclesiastica dell'arcidiocesi di Paderborn.
La diocesi comprendeva il Bischöflichen Amt Magdeburg ad eccezione di alcuni municipi ceduti alle diocesi di Hildesheim e di Dresda-Meißen e alle erigende diocesi di Erfurt e di Görlitz; contestualmente il territorio fu ingrandito con municipi sottratti al Bischöfliches Amt Erfurt-Meiningen (diocesi di Erfurt).
In base alla convenzione del 13 aprile, il diritto di nomina dei vescovi spetta al capitolo della cattedrale su un elenco di tre nomi proposto dalla Santa Sede, in conformità all'articolo 6 del concordato con la Prussia del 1929.
Con il breve apostolico Sanctum Norbertum del 12 luglio 1994, sono stati dichiarati patroni della diocesi san Norberto, san Maurizio e santa Gertrude di Helfta.

## Cronotassi

### Arcivescovi di Magdeburgo
- Adalberto † (1º ottobre 968 - 21 giugno 981 deceduto)
- Giselmar † (11 settembre 981 - 25 gennaio 1004 deceduto)
- Tagino † (4 febbraio 1004 - 9 giugno 1012 deceduto)
- Waltaro † (15 giugno 1012 - 12 agosto 1012 deceduto)
- Gero † (22 settembre 1012 - 22 ottobre 1023 deceduto)
- Humfrid † (1023 - 28 febbraio 1051 deceduto)
- Engelhard † (1052 - 1º settembre 1063 deceduto)
- Guarniero di Steußlingen † (1063 - 8 agosto 1078 deceduto)
- Hartwig von Ortenberg † (7 agosto 1079 - 17 giugno 1102 deceduto)
- Heinrich von Assel † (giugno 1102 - 15 aprile 1107 deceduto)
- Adalgod von Osterberg † (maggio 1107 - 12 giugno 1119 deceduto)
- Rudigar von Baltheim † (1119 - 19 dicembre 1125 deceduto)
- San Norberto di Xanten † (18 luglio 1126 - 6 giugno 1134 deceduto)
- Konrad von Querfurt † (1º luglio 1134 - 2 maggio 1142 deceduto)
- Friedrich von Wettin † (7 maggio 1142 - 15 gennaio 1152 deceduto)
- Wichmann von Seeberg † (1º novembre 1152 - 25 agosto 1192 deceduto)
- Ludolf von Koppenstedt † (21 ottobre 1192 - 16 agosto 1205 deceduto)
- Alberto I di Käfernburg † (25 febbraio 1206 - 15 ottobre 1232 deceduto)
- Burkhard von Woldenberg † (20 luglio 1234 - 8 febbraio 1235 deceduto)
- Wilbrand von Kasernberg † (luglio 1235 - 29 marzo 1254 deceduto)
- Rudolf von Dinselstadt † (1254 - marzo 1260 deceduto)
- Rupprecht von Mansfeld † (maggio 1260 - 19 dicembre 1266 deceduto)
- Konrad von Sternberg † (26 dicembre 1266 - 15 gennaio 1277 deceduto)
  - Günther von Schwarzenberg † (1277 - 1279) (vescovo eletto)
  - Bernhard von Wolpe † (1279 - 1282) (vescovo eletto)
- Eric von Brandenburg † (14 maggio 1283 - dicembre 1295 deceduto)
- Burkhard von Blankenburg † (12 luglio 1296 - aprile 1305 deceduto)
- Heinrich von Anhalt † (22 gennaio 1306 - 10 novembre 1307 deceduto)
- Burkhard I von Mansfeld-Schrapglau † (18 marzo 1308 - 20 settembre 1325 deceduto)
- Heideke von Erssa † (1326 - 1327 deceduto)
- Otto d'Assia † (2 marzo 1327 - 30 aprile 1361 deceduto)
- Dietrich Kagelwit, O.Cist. † (18 giugno 1361 - 16 dicembre 1367 deceduto)
- Albrecht von Sternberg † (9 giugno 1368 - 13 ottobre 1371 nominato vescovo di Litomyšl)
- Petr Jelito † (13 ottobre 1371 - 1381 nominato vescovo di Olomouc)
- Ludovico di Meissen † (28 aprile 1381 - 17 febbraio 1382 deceduto)
- Friedrich von Hoym † (23 febbraio 1382 - 9 novembre 1382 deceduto)
- Albrecht von Querfurt † (novembre 1383 - 12 giugno 1403 deceduto)
- Günther di Schwarzburg † (12 ottobre 1403 - 23 marzo 1445 deceduto)
- Friedrich von Beichlingen † (19 aprile 1445 - 11 novembre 1464 deceduto)
- Giovanni di Palatinato-Simmern † (20 maggio 1465 - 13 dicembre 1475 deceduto)
- Ernesto II di Sassonia † (8 gennaio 1476 - 3 agosto 1513 deceduto)
- Alberto di Brandeburgo † (2 dicembre 1513 - 24 settembre 1545 deceduto) (anche arcivescovo di Magonza)
  - Giovanni Alberto di Brandeburgo † (24 settembre 1545 succeduto - 17 maggio 1550 deceduto) (amministratore apostolico)
  - Federico di Brandeburgo † (1551 - 3 ottobre 1552 deceduto) (amministratore apostolico)
  - Sigismondo di Brandeburgo † (1553 - 8 maggio 1566 dimesso) (amministratore apostolico)
  - Gioacchino Federico di Brandeburgo † (1566 - 1598) (amministratore, protestante)
  - Christian Wilhelm of Brandeburgo † (1598 - 1631) (amministratore, protestante)
  - Leopoldo Guglielmo d'Austria  † (1631 - 1638) (amministratore apostolico)
  - Augusto di Sassonia-Weissenfels † (1638 - 1648) (amministratore, protestante)
  - Sede soppressa (1648-1973)

### Vescovi di Magdeburgo
- Hans-Georg (Johannes) Braun † (23 luglio 1973 - 12 febbraio 1990 dimesso)
- Leopold Nowak (12 febbraio 1990 - 17 marzo 2004 ritirato)
- Gerhard Feige, dal 23 febbraio 2005

## Statistiche
La diocesi nel 2021 su una popolazione di 2.629.000 persone contava 81.480 battezzati, corrispondenti al 3,1% del totale.
| anno | popolazione | popolazione | popolazione | presbiteri | presbiteri | presbiteri | presbiteri                | diaconi | religiosi | religiosi | parrocchie |
| anno | battezzati  | totale      | %           | numero     | secolari   | regolari   | battezzati per presbitero | diaconi | uomini    | donne     | parrocchie |
| ---- | ----------- | ----------- | ----------- | ---------- | ---------- | ---------- | ------------------------- | ------- | --------- | --------- | ---------- |
| 1980 | 280.200     | 3.801.000   | 7,4         | 278        | 270        | 8          | 1.007                     | 7       | 13        | 280       | 225        |
| 1990 | 220.000     | 3.350.000   | 6,6         | 232        | 218        | 14         | 948                       | 22      | 27        | 280       | 220        |
| 1999 | 190.500     | 3.000.000   | 6,3         | 191        | 172        | 19         | 997                       | 29      | 19        | 202       | 201        |
| 2000 | 179.000     | 3.000.000   | 6,0         | 202        | 176        | 26         | 886                       | 29      | 26        | 205       | 189        |
| 2001 | 169.500     | 2.900.000   | 5,8         | 177        | 162        | 15         | 957                       | 30      | 15        | 205       | 187        |
| 2002 | 168.000     | 2.800.000   | 6,0         | 184        | 160        | 24         | 913                       | 25      | 24        | 193       | 186        |
| 2003 | 167.500     | 2.750.000   | 6,1         | 185        | 160        | 25         | 905                       | 25      | 25        | 193       | 181        |
| 2004 | 120.000     | 2.723.000   | 4,4         | 256        | 231        | 25         | 468                       | 31      | 39        | 228       | 186        |
| 2013 | 86.737      | 2.570.000   | 3,4         | 172        | 149        | 23         | 504                       | 30      | 165       | 165       | 110        |
| 2016 | 84.016      | 2.587.000   | 3,2         | 142        | 116        | 26         | 591                       | 32      | 141       | 141       | 44         |
| 2019 | 81.140      | 2.618.000   | 3,1         | 127        | 103        | 24         | 638                       | 30      | 111       | 111       | 44         |
| 2021 | 81.480      | 2.629.000   | 3,1         | 113        | 97         | 16         | 721                       | 25      | 84        | 84        | 44         |